# Robertus insignis
Robertus insignis là một loài nhện trong họ Theridiidae.
Loài này thuộc chi Robertus. Robertus insignis được Octavius Pickard-Cambridge miêu tả năm 1907.